# Juninho Paulista
Osvaldo Giroldo Junior (bolje znan kot Juninho), brazilski nogometaš, * 22. februar 1973, São Paulo, Brazilija.
Sodeloval je na nogometnemu delu poletnih olimpijskih iger leta 1996 in osvojil bronasto medaljo.